# Rachel Barrett
Rachel Barrett (Carmarthen, 12 de novembro de 1874 – Faygate, 26 de agosto de 1953) foi uma sufragista galesa e editora de jornal. Educada na University College of Wales, em Aberystwyth, ela se tornou professora de ciências, mas largou o emprego em 1906. Ao ouvir Nellie Martel falar do sufrágio feminino, juntou-se à Women's Social and Political Union (WSPU) e se mudou para Londres. Em 1907, se tornou uma organizadora da WSPU, e depois que Christabel Pankhurst fugiu para Paris, Barrett tornou-se uma organizadora conjunta da campanha nacional da WSPU. Em 1912, apesar de não ter formação jornalística, assumiu o comando do novo jornal The Suffragette. Barrett foi presa por atividades ligadas ao movimento sufragista e em 1913–1914 passou algum tempo incógnita para evitar uma nova prisão.

## Primeiros anos
Barrett nasceu em Carmarthen em 1874, filha de Rees Barrett, um agrimensor de estradas e terras, e sua segunda esposa Anne Jones, ambos falantes de galês. Ela cresceu na cidade de Llandeilo com seu irmão mais velho Rees e uma irmã mais nova, Janette. Pelo Censo de 1881, sua mãe Anne era a única adulta que vivia em seu endereço em Alan Road, seu pai havia morrido em 1878. Barrett foi educada em um colégio interno em Stroud, junto com sua irmã, e ganhou uma bolsa de estudos para a University College of Wales, Aberystwyth. Ela se formou em 1904 com um diploma externo em Londres e tornou-se professora de ciências. Ela ensinou em Llangefni, Carmarthen e Penarth.

## Vida como suffragette

### Início do ativismo com a WSPU
No final de 1906, Barrett participou de um comício sufragista em Cardiff e foi inspirada por um discurso de Nellie Martel para se juntar à União Social e Política Feminina (WSPU) no final da reunião. Ela sentiu "que eles estavam fazendo a coisa certa e única" e pensou que ela própria "sempre foi sufragista". No ano seguinte, Barrett era ativista da entidade e ajudou a organizar as reuniões de Adela Pankhurst em Cardiff e Barry naquele ano, dividindo o palco com ela como uma dos palestrantes. Barrett falou em nome da WSPU em diversas reuniões, muitas vezes em galês, que conflitava com seu papel como professora, já que sua diretora desaprovava a publicidade, especialmente após a notícia de Barrett sendo bombardeada com Adela Pankhurst em uma manifestação em Cardiff Docks foi publicada nos jornais locais. Em julho de 1907, Barrett renunciou ao cargo de professora e matriculou-se na London School of Economics, perto da sede da WSPU em Clement's Inn, com a intenção de estudar economia e sociologia e trabalhar para seu doutorado. Naquele mês de agosto, ela estava fortemente ativa para a organização, fazendo campanha na eleição suplementar de Bury St Edmunds com Gladice Keevil, Nellie Martel, Emmeline Pankhurst, Aeta Lamb e Elsa Gye. Ela influenciou a estudante americana Alice Paul, e ambas venderam cópias de Votes for Women. Barrett também trabalhou com Adela Pankhurst em Bradford. Com suas atividades de campanha, Barrett estava livre para participar do LSE, o que se mostrou útil para participar das atividades da WSPU no Clement's Inn nas proximidades. Durante o período de Natal, Barrett estava novamente ocupada em campanha para o WSPU, com Pankhurst, Martel, Lamb e Nellie Crocker no "áspero e barulhento" assento liberal Mid-Devon em Newton Abbott, e da próxima vez na preparação para a eleição suplementar de Ashburton.
Pouco depois, ela foi convidada por Christabel Pankhurst para se tornar uma organizadora em tempo integral da WSPU, uma oferta que a faria deixar seu curso na LSE. Barrett lamentou desistir de seus estudos, mas aceitou a posição afirmando: "Foi uma chamada definitiva e eu obedeci."
Barrett passou 1908 primeiro organizando uma campanha em Nottingham e depois trabalhando nas eleições parciais em Dewsbury e Dundee, onde Barrett apoiou os militantes das sufragistas escocesas Helen Fraser e Elsa Gye e Mary Gawthorpe. Em junho daquele ano, ela era a presidente de uma das plataformas no rali do Hyde Park, mas o trabalho cobrou seu preço e logo depois ela foi forçada a renunciar temporariamente de seu cargo para se recuperar, o que incluiu um período de tempo em um sanatório. Depois de se recuperar, ela se mudou para mais perto de casa, como voluntária para Annie Kenney em Bristol. Ela logo concordou em retomar seu papel como organizadora paga da WSPU e foi enviada para Newport, no sudeste do País de Gales, para continuar suas funções. Em 1910, Barrett foi escolhida para liderar um grupo de mulheres para falar com o Chanceler do Tesouro, David Lloyd George, sobre o papel do Partido Liberal no apoio ao primeiro Projeto de Lei de Conciliação. A reunião durou duas horas e meia e, no final, ela estava convencida de que Lloyd George não havia sido sincero sobre seu apoio à igualdade de direitos de voto e acreditava que ele era contra o sufrágio feminino. No final do ano, seu posto foi alterado para organizar todas as atividades da WSPU no País de Gales e ela foi realocada para a sede do país em Cardiff. De acordo com Ryland Wallace, escrevendo em 2009, "Nenhum indivíduo trabalhou mais do que Rachel Barrett para promover a campanha no País de Gales."

### Editora deThe Suffragette
"uma mulher excepcionalmente inteligente e altamente educada, era uma trabalhadora devotada e tinha uma tremenda admiração por Christabel."

– Annie Kenney's recollection of Barrett, Memories of a Militant (1924)
Em 1912, Barrett foi selecionada por Kenney (que a via como uma "mulher altamente educada, uma trabalhadora dedicada" para ajudar a dirigir a campanha nacional da WPSU), após a batida policial em Clement's Inn e o voo subsequente de Christabel Pankhurst para Paris. Barrett voltou para Londres e em poucos meses recebeu o cargo de editora assistente do jornal da WSPU, The Suffragette, em seu lançamento em outubro de 1912. Escrevendo em sua autobiografia, Barrett descreveu tornar-se editora como "uma tarefa terrível, pois eu não sabia absolutamente nada de jornalismo". Ao assumir o cargo, também assumiu os riscos relacionados com a cada vez mais militante WSPU. Ela viajou disfarçada à Paris para se encontrar com Christabel Pankhurst, e ao falar com ela ao telefone, se lembrou de como "sempre podia ouvir o clique da Scotland Yard ouvindo."

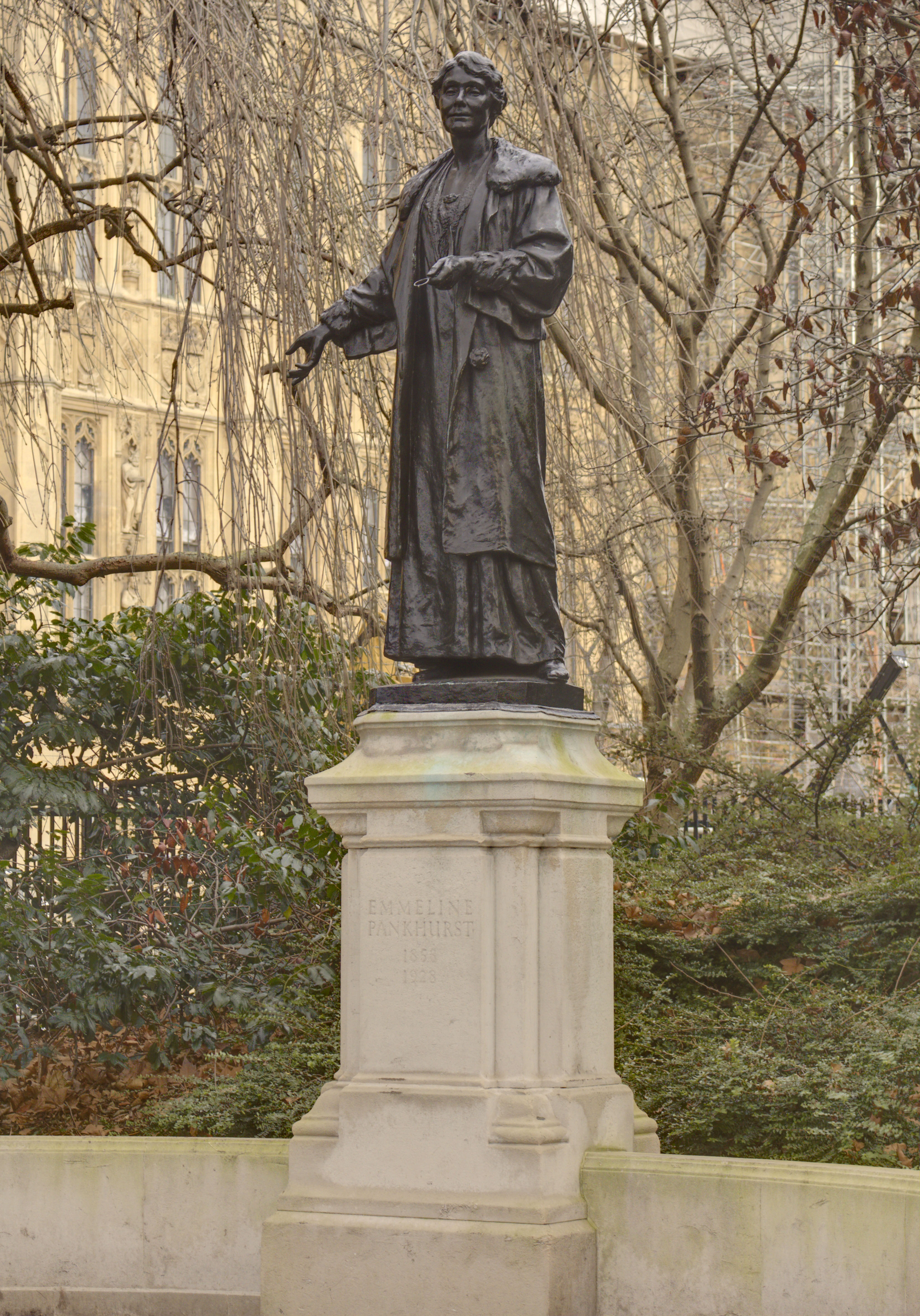
A estátua de Emmeline Pankhurst em Westminster. Barrett desempenhou um papel fundamental na arrecadação de fundos para a construção deste memorial

Nos dois anos seguintes, Barrett foi uma figura chave na manutenção do jornal impresso, apesar dos esforços do Ministro do Interior para suprimi-lo. Em abril de 1913, os escritórios da Suffragette foram invadidos pela polícia e os funcionários foram presos sob a acusação de conspiração para causar danos à propriedade. Barrett foi condenada a nove meses de prisão em Holloway. Ela imediatamente entrou em greve de fome, foi transferida para a prisão de Canterbury e, após cinco dias, foi libertada sob o "Cat and Mouse Act". Ela mudou-se para "Mouse Castle", 2 Campden Hill Square, casa da família Brackenbury que era sufragista simpática. Depois de três semanas em casa, Barrett saiu e foi presa novamente. Ela voltou à greve de fome e depois de quatro dias foi novamente liberada para "Mouse Castle". Desta vez, ela foi contrabandeada para fora de casa disfarçada para permitir que falasse nas reuniões, antes de ser presa novamente pela segunda vez, e foi cuidada por seu amigo IAR Wylie em St John's Wood, conhecido como "Buraco do Rato" e pela terceira vez Barrett foi libertada após uma greve de fome, mas desta vez ela conseguiu escapar das autoridades e fugiu para uma casa de repouso em Edimburgo, onde permaneceu até dezembro de 1913. Ao deixar a Escócia, voltou em segredo para Londres. Ela se escondeu na Lincoln's Inn House, onde morava em um quarto de dormir, recebendo ar apenas no telhado.
Barrett continuou a editar The Suffragette, mas viajou à Paris para discutir o futuro do jornal com Christabel Pankhurst depois que seus escritórios foram invadidos em maio de 1914. O resultado do encontro foi a transferência do The Suffragette para Edimburgo, onde os impressores corriam menos risco de serem presos. Barrett mudou-se para Edimburgo com Ida Wylie e assumiu o pseudônimo de "Miss Ashworth". Barrett continuou a publicar o jornal até sua edição final na semana após a declaração da Primeira Guerra Mundial. Durante a guerra, Barrett foi uma defensora vocal da ação militar britânica, assim como a maioria do movimento sufragista. Ela foi uma contribuidora do 'Fundo da Vitória' WSPU, que foi lançado em 1916 para patrocinar campanhas contra "uma paz de compromisso" e greves industriais.
Após a aprovação da Lei da Representação do Povo de 1918, na qual algumas mulheres no Reino Unido receberam pela primeira vez o direito de voto, Barrett se ocupou em continuar a luta pela emancipação plena. Quando os direitos de voto totais foram conquistados em 1928, ela ajudou a arrecadar fundos para as comemorações e foi uma figura importante na arrecadação de dinheiro necessário para erguer uma estátua de Emmeline Pankhurst nos Victoria Tower Gardens, perto do Palácio de Westminster, em Londres. Barrett entendeu as conexões internacionais de sufrágio e contatou importantes ativistas canadenses e americanos para obter apoio financeiro. No obituário de Barrett no Boletim das Mulheres, lia-se que o levantamento da estátua "... permanece como um memorial permanente à capacidade de organização de Rachel". Em 1929, Barrett foi nomeada secretária do Comitê de Campanha pela Igualdade de Direitos Políticos, uma organização que buscou a igualdade entre homens e mulheres em todas as esferas políticas.

## Últimos anos
Mais tarde, Barrett juntou-se à Suffragette Fellowship com Edith How-Martyn e era particularmente próxima de Kitty Marshall, que morava por perto. Tentou publicar um livro de memórias de Marshall no final dos anos 1940, mas foi recusado para publicação. Barrett mudou-se para Sible Hedingham em Essex no início dos anos 1930 e ingressou no Sible Hedingham Women's Institute em 1934, permanecendo como integrante até 1948. Lá ela morava em Lamb Cottage.

## Relacionamento com I. A. R. Wylie

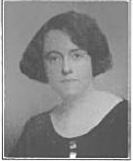
I. A. R. Wylie em 1921, durante seu tempo com Barrett

Durante seu tempo editando The Suffragette, Barrett iniciou um relacionamento pessoal com a autora australiana I. A. R. Wylie, que contribuiu para o artigo em 1913. Em 1919, Barrett e Wylie viajaram para os Estados Unidos, onde compraram um carro e passaram mais de um ano viajando pelo país. Elas ficaram em Nova Iorque e San Francisco e foram registradas no censo de 1920 como vivendo em Carmel-By-The-Sea, na Califórnia, onde Wylie foi classificada como a chefe da família e Barrett como sua amiga.
As duas mulheres permaneceram próximas por algum tempo e, em 1928, apoiavam seus amigos íntimos Una Troubridge e Radclyffe Hall durante a criação de The Well of Loneliness. Quando Barrett morreu, ela deixou o resto de sua propriedade para Wylie.

## Morte
Barrett morreu de hemorragia cerebral em 26 de agosto de 1953 na Casa de Saúde Carylls em Faygate, Sussex. Ela tinha 78 anos e deixou Lamb Cottage para sua sobrinha Gwyneth Anderson, que morava lá com seu marido, o poeta britânico J. Redwood Anderson.